# Aktuator
 Ikke at forveksle med Aktuar.
En aktuator er en type af motor til at bevæge eller styre en mekanisme eller et system.
Aktuatoren fungerer med en energikilde, sædvanligvis i form af elektrisk energi, hydraulisk trykforskel eller pneumatik trykforskel - og omsætter denne energi til en eller anden slags mekanisk bevægelse.
En aktuator er mekanismen med hvilken en agentenhed kan interagere med et miljø. Agentenheden kan enten være en kunstig intelligens enhed eller enhver anden autonom skabning (menneske, andre dyr, osv.).
Et eksempel på aktuatorer er en servomekanisme. En servomekanisme kan f.eks. anvendes til at lukke vinduer op og i, i en viskerrobot, styre roret på et skib og styre styreflader på en flyvemaskine.